# 馮光遠
馮光遠（英語：Neil Peng，1953年9月23日—），筆名徐玖經，生於臺灣新北市三重區，外省第二代，籍貫中華民國上海市，是記者、作家、編劇、攝影、劇場工作者及政治人物，曾任《中國時報》主筆、副總編輯。馮也是《給我報報》、憲政公民團創辦人，並曾受聘於金石堂書店擔任行銷創意總監，經常發表幽默與政治諷刺文章。

## 生平

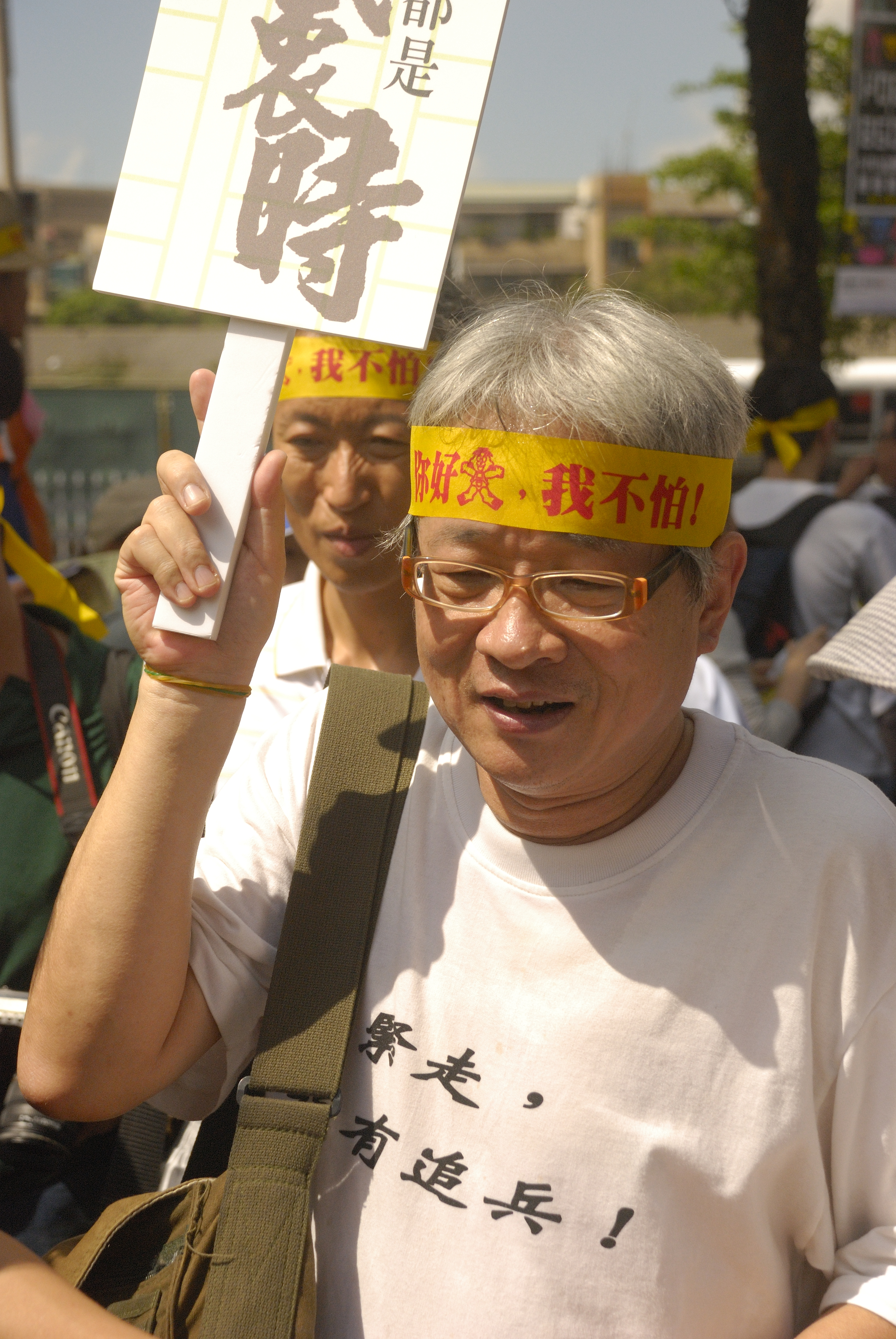
舉著「我們都是錢衷時」參加反媒體壟斷大遊行的馮光遠

父母皆來自上海，1949年隨中華民國政府軍隊撤退抵臺。其父馮國華曾於馮光遠小學四年級那年，當選臺北縣三重市市民代表，只任一屆。
1977年，馮光遠畢業於天主教輔仁大學圖書館系，之後留學美國康涅狄格州，就讀費爾菲爾德大學大眾傳播研究所。留學期間，與李安、羅曼菲、平珩、舒國治、劉靜敏等人成為好友。
1990年，以筆名徐玖經，與李巨源共同於《中國時報》趣味休閒版推出〈給我報報〉。1992年擔任電影《喜宴》的編劇，1993年獲得金馬獎最佳原著劇本獎。
1993年中華民國縣市長選舉，中國國民黨籍宜蘭縣長候選人張軍堂偽造外國學歷，馮光遠在《中國時報》人間副刊〈給我報報〉專欄撰文嘲諷，指張軍堂在美國的指導教授威廉·霍華出面證明張軍堂是他的學生，論文題目為〈犀牛皮移植到我臉上法律效力之研究〉。這篇嘲諷文被國民黨宜蘭縣黨部主委楊吉雄信以為真，拿來做為張軍堂擁有外國學歷的證據，被稱為「犀牛皮事件」。
1998年，推出自編自導自演的電影《為人民服務》，演員有于美人、郎祖筠、李明依、趙自強等人。除此之外，包括陳鴻基、羅文嘉、趙少康等多位當時國、民、新三黨的政治人物也都在片中以真實身份出現。
2002年至2006年間，接受台北市長馬英九的邀請，擔任臺北市「市政顧問」。
2011年後投入各項公民活動與政治活動，推動同志平權活動。因諷刺立委吳育昇外遇，遭吳育昇控告。抨擊舞臺劇《夢想家》，遭文建會主委盛治仁控告。2012年，參與拒絕中時運動與反媒體壟斷大遊行等反媒體壟斷運動。2013年參與反服貿運動，要求馬英九政府公布談判過程，重啟談判。8月14日，與柯一正、文魯彬、南方朔、林生祥、彭明輝等發起「憲法133實踐聯盟」（後改組為「憲政公民團」），推動罷免支持馬英九的立委。在發起罷免吳育昇的連署活動後，中選會曾發函新北市選舉委員會，要求查明有沒有違法「宣傳罷免」，引起聯盟志工黃國昌的不滿。
2014年2月16日，馮光遠在個人Facebook專頁宣布以獨立候選人身分參選第6屆台北市長。號召年輕人競選里長，呼籲「改變由公民開始」。6月，馮光遠以台灣公民及台北市長參選人的身份，對訪台的中華人民共和國國務院台灣事務辦公室主任張志軍發出公開信，呼籲中國大陸政府無條件釋放異議人士高瑜、浦志強、徐友漁、郝建、劉荻、胡石根等人。此次選舉由柯文哲當選。
2015年，馮光遠宣布投入新北市第一選舉區立法委員選舉，並加入時代力量，對戰該選區國民黨籍立委吳育昇。期間發生一些事件，如7月27日，馮光遠在搭計程車時，司機警告他「不要把你的髒手伸進校園」，馮光遠認為遭到羞辱，向台灣大車隊投訴這名司機，並在臉書公布此事。林姓司機因此遭到車隊解除叫車權利，事後道歉。同年9月26日，主持人吳宗憲在第50屆金鐘獎上引言—「巧婦難為無米之炊。」，感嘆電視節目難做和產業生態改變，引起馮光遠在臉書發表個人評論抨擊，不久兩人在政論節目《正晶限時批》上進行辯論並言詞交鋒，辯論過程馮光遠被網友譏笑，嘴巴和反應快不過吳宗憲。11月19日，馮光遠宣佈退出立委選舉，禮讓民進黨參選人呂孫綾。事後他批評呂孫綾之父呂子昌，透過蘇貞昌派系介入選舉。
2016年6月8日，任職國家年金改革委員會委員。
2017年1月8日，因認為時代力量已經變質、成為「國運昌隆」黨，宣布退出時代力量。
在2020年立法委員選舉新北市第一選舉區中，支持綠黨余長欣參選。

## 政治活動及新聞事件

### 吳育昇外遇事件
2011年，因於《壹週刊》第460期專欄撰寫文章《一些跟王清峰辭職有關的聯想》，在其中諷刺立委吳育昇外遇。因此吳育昇控告他與插畫家邱顯洵，檢察官以加重毀謗罪起訴，並求償新臺幣兩百萬元。馮光遠主張這是言論自由的範圍，拒絕和解。吳育昇的律師，在法庭上承認吳育昇與孫仲瑜之間的關係是通姦，兩人進入旅館後也發生了性行為，但是主張馮光遠的文章「逾越合理評論的必要」。2011年7月8日，在法院正式宣判前，吳育昇主動撤告。馮光遠則委託律師，對吳育昇提起誣告訴訟。

### 夢想家事件
2011年11月2日，在個人Facebook專頁發起「我們一家都是人渣」活動，抨擊舞臺劇《夢想家》在兩日之內耗費政府新臺幣兩億三千萬元，消遣文建會偏愛導演賴聲川。馮光遠在臉書上批評夢想家招標過程不公開，批評當時文建會主委盛治仁是「人渣公務員」。2013年，盛治仁在卸任後提起誹謗告訴。
臺灣高等法院於2014年8月12日，依公然侮辱罪判馮拘役二十天，得易科罰金二萬元定讞。馮光遠拒絕以易科罰金方式抵免拘役，決定入監。

### 「特殊性關係」說
特殊性關係是一個由馮光遠創造，用來諷刺2013年時擔任中華民國總統馬英九和中華民國駐美國代表金溥聰之間的關係的詞彙。馮光遠認為金溥聰缺乏外交和國安方面的背景和才幹，之所以能擔任駐美代表與國安會要職，是因為和馬英九有「特殊性關係」，馮光遠認為自己在使用「特殊性關係」一詞時，強調的是「『特殊性』關係」，而非「特殊『性關係』」，而金溥聰認為馮光遠誣指自己和馬英九有「性關係」，並暗指自己是男同性戀，遂向馮光遠提出刑事誹謗和公然侮辱之訴。經地方法院、高等法院審理後，刑事部份判馮光遠無罪；民事部份高院更一審於2018年3月21日宣判，馮須賠50萬元且不能上訴。
馮光遠指金溥聰與馬英九有「特殊性關係」刑事判無罪不久後，又在Facebook個人頁面發表文章指稱金和馬二人有「特殊性關係」，以「法院認證的男妓」、「混蛋」等批評金，金再度提出刑事及民事訴訟。一審判決構成刑事公然侮辱罪罰新台幣5,000元，可易服勞役5天。民事判決，一審地院判馮須賠金15萬元，馮不服後上訴，高等法院於2018年4月10日改判馮光遠須再加賠35萬元共50萬元，並在馮個人網頁刊道歉聲明。馮光遠對此判決提出上訴，2018年8月13日，經最高法院民事庭認定上訴缺乏理由、不符法定要件，故維持二審見解，駁回此上訴，全案定讞。馮需賠金新台幣50萬元，也因馮相關不實言論，發表於他的臉書粉絲專頁，侵害金的名譽權，因此判定在馮的Facebook粉絲專頁發布澄清聲明一天。

## 著作

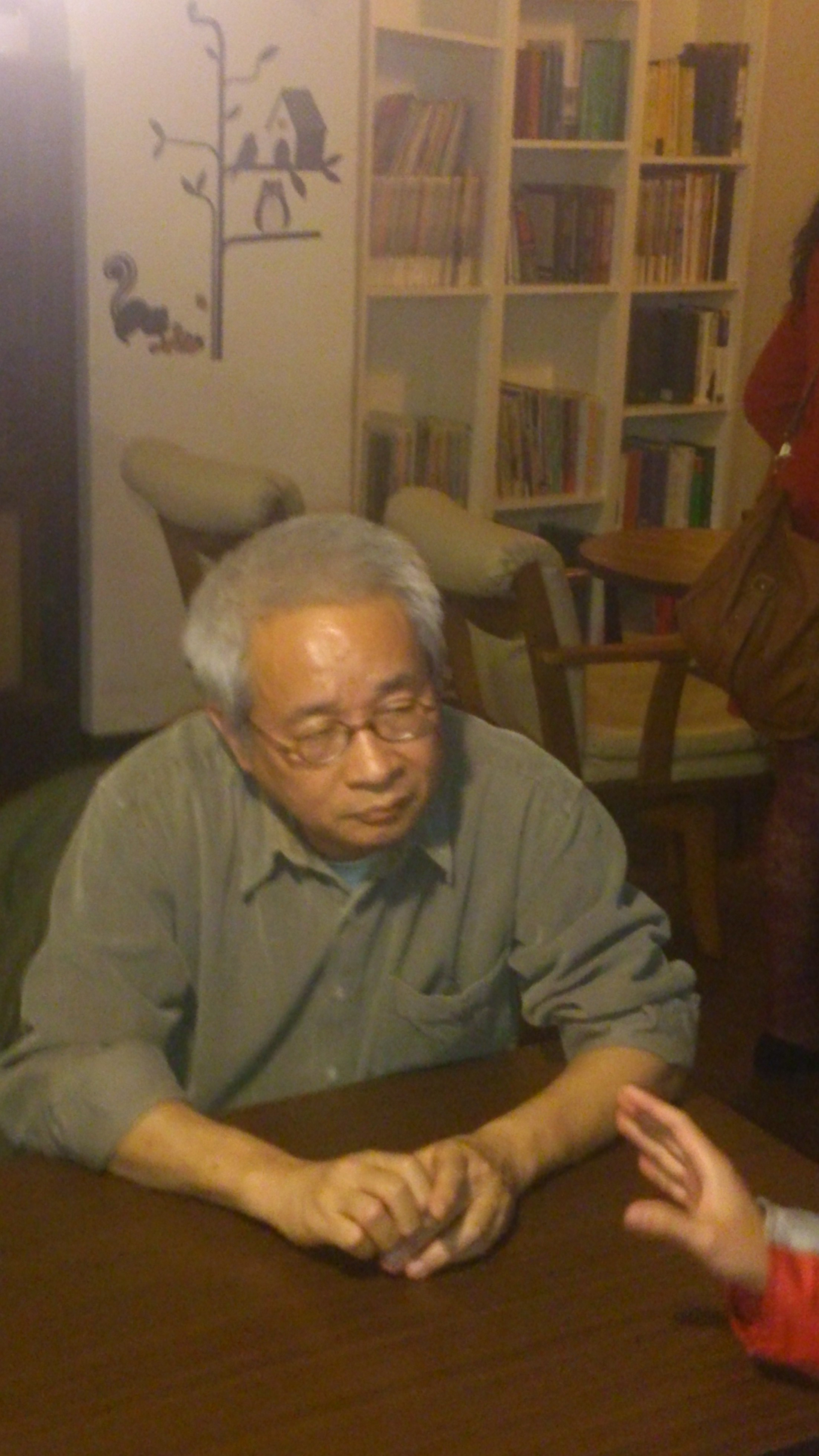
2014年12月17日晚間，馮光遠於臺北市的慕哲咖啡館

| 年份 | 書名                     | 作者             | 出版社             | ISBN |
| ---- | ------------------------ | ---------------- | ------------------ | ---- |
|      | 《給我報報》系列         | 和李巨源合著     | 台北：時報文化     |      |
| 1993 | 《推手：一部電影的誕生》 |                  | 台北：遠流出版公司 |      |
| 1993 | 《囍宴》                 | 和李安合著       | 台北：時報文化     |      |
| 1996 | 《蹺課與飛鳥》           | 和翁健偉等人合著 | 台北：圓神出版     |      |
| 1996 | 《為人民服務才怪》       | 和李巨源合著     | 台北：圓神出版     |      |
| 2003 | 《黑道白皮書》           | 和洪浩唐等人合著 | 台北：寶瓶文化     |      |
| 2006 | 《50/50馮光遠攝影集》    |                  | 台北：網路與書     |      |
| 2006 | 《本文作者為國寶級白目》 |                  | 台北：網路與書     |      |
| 2008 | 《家庭性辭典之三生有性》 | 蔡虫繪圖         | 台北：幸福綠光     |      |
| 2011 | 《阿伯起來了》           |                  | 新北：策馬入林文化 |      |
| 2014 | 《家庭性辭典全輯》       | 蔡虫繪圖         | 台北：我們出版社   |      |

### 譯作
| 年份 | 書名           | 作者            | 出版社       | ISBN |
| ---- | -------------- | --------------- | ------------ | ---- |
| 2005 | 《不同的舞步》 | 謝爾·希爾弗斯坦 | 台北：玉山社 |      |

## 主持

### 廣播
| 播出年份 | 播出頻道 | 節目名稱       | 備註 |
| -------- | -------- | -------------- | ---- |
| 1996     | 飛碟電台 | 《搖滾老芋仔》 |      |

### 電視
| 播出年份         | 播出頻道 | 節目名稱       | 備註 |
| ---------------- | -------- | -------------- | ---- |
| 2017年10月16日起 | 民視     | 《夜深人未靜》 |      |

## 戲劇演出

### 電影
| 播出年份 | 片名                                      | 飾演角色     |
| -------- | ----------------------------------------- | ------------ |
| 1993     | 《囍宴》編劇（與李安、詹姆士·夏姆斯合作） | 參與客串演出 |
| 1995     | 《寂寞芳心俱樂部》                        |              |
| 1998     | 《為人民服務》                            |              |

### 電視劇
| 播出年份 | 播出頻道         | 劇名           | 飾演角色     |
| -------- | ---------------- | -------------- | ------------ |
| 2012     | 公視             | 《愛你一百年》 | 林秉浩的後媽 |
| 2013     | 公視             | 《穿越101》    | 吳總         |
| 2020     | friDay影音、公視 | 《國際橋牌社》 | 路人         |

## 得獎紀錄
| 年份 | 獲提名   | 獎項                     | 結果 |
| ---- | -------- | ------------------------ | ---- |
| 1993 | 《囍宴》 | 第30屆金馬獎最佳原著劇本 | 獲獎 |

## 外部連結
- 馮光遠的Facebook專頁
- YouTube上的光遠報報頻道
- 馮光遠在香港影庫上的簡介
- 馮光遠在豆瓣上的资料（简体中文）
- 馮光遠在时光网上的簡介（简体中文）
- 馮光遠在互联网电影资料库（IMDb）上的資料（英文）
- 憲政公民團的Facebook專頁
- 給我報報電子報 （页面存档备份，存于）
- 中文電影資料庫─ 馮光遠 （页面存档备份，存于）